# TWS (гурт)
TWS (кор. 투어스, Tueoseu; «ту-о-си») — південнокорейський бой-бенд, сформований Pledis Entertainment у 2024 році. Гурт складається з шести учасників: Шінью, Дохун, Йондже, Ханджін, Джіхун і Кьонмін. Дебют гурту відбувся 22 січня 2024 року з мініальбомом Sparkling Blue.

## Історія

### Становлення та переддебютна діяльність
7 листопада 2023 року Pledis Entertainment оголосили про свої плани дебютувати новий гурт у першому кварталі 2024 року. Учасники тоді ще неназваного бойз-бенду з закритими обличчями були вперше представлені учасником Seventeen Хоші під час події SVT Caratland у 2023 році. 21 грудня 2023 року було оприлюднено назву групи TWS. Агентство пояснило, що назва походить від слогану гурту «двадцять чотири на сім із нами», який відображає прагнення групи підтримувати тривалий зв'язок зі своїми шанувальниками. 3 січня 2024 року годинникова компанія TWMStrap звинуватила групу в плагіаті логотипу компанії, оголосивши про намір подати судову скаргу на агентство.

### 2024: дебют ізSparkling Blue
22 січня 2024 року TWS випустили свою дебютний мініальбом Sparkling Blue. Продюсер і генеральний директор Pledis Entertainment Хан Сон Су очолив створення мініальбому. Напередодні виходу мініальбому гурт випустив передрелізний сингл «Oh MyMy:7s». Прагнучи створити «хлопчачий поп» зі Sparkling Blue, альбом відкривав сингл «Plot Twist», в якому йшлося про «трепет першої зустрічі».
3 травня Pledis оголосив, що TWS випустить новий альбом на початку червня. 23 травня гурт випустив відео під назвою «Our Memories: Now» і оголосив дату виходу альбому — 24 червня. Чотири дні потому гурт оголосив Summer Beat! як назву свого другого мініальбому.

## Публічний образ
Pledis Entertainment представили TWS як групу «нового покоління» з метою створення нового жанру під назвою «boyhood pop» (укр. хлопчачий поп), який «захоплює щоденні історії хлопців». З моменту свого дебюту TWS представили музичний та візуальний стиль, який відображає чоловічий молодіжний досвід, їхня музика звертається до універсальних тем і представляє знайомий образ, який може привабити ширшу аудиторію. Пісні з їхнього першого мініальбому Sparkling Blue відображають щоденні історії та емоції, з якими багато молодих людей можуть себе ідентифікувати.

## Учасники
- Шінью (신유) — лідер[9][13]
- Дохун (도훈)
- Йондже (영재)
- Ханджін (한진)
- Джіхун (지훈)
- Кьонмін (경민)

## Дискографія

### Мініальбоми
| Назва          | Деталі | Пікові позиції в чартах | Пікові позиції в чартах | Пікові позиції в чартах | Пікові позиції в чартах | Пікові позиції в чартах | Пікові позиції в чартах | Продажі                                    | Сертифікації     |
| Назва          | Деталі | KOR                     | JPN                     | JPN Hot                 | US Sales                | US Heat.                | US World                | Продажі                                    | Сертифікації     |
| -------------- | --- | ----------------------- | ----------------------- | ----------------------- | ----------------------- | ----------------------- | ----------------------- | ------------------------------------------ | ---------------- |
| Sparkling Blue | - Дата виходу: 22 січня 2024 - Лейбл: Pledis, YG Plus - Формат: CD, цифрове завантаження, потокове передавання  | 1                       | 3                       | 4                       | 16                      | 8                       | 6                       | - Південна Корея: 502,355 - Японія: 39,220 | - KMCA: Platinum |
| Summer Beat!   | - Дата виходу: 24 червня 2024 - Лейбл: Pledis, YG Plus - Формат: CD, цифрове завантаження, потокове передавання | В очікуванні            | В очікуванні            | В очікуванні            | В очікуванні            | В очікуванні            | В очікуванні            | В очікуванні                               | В очікуванні     |

### Сингли
| Назва                                                                              | Рік  | Пікові позиції в чартах | Пікові позиції в чартах | Альбом         |
| Назва                                                                              | Рік  | KOR                     | WW                      | Альбом         |
| ---------------------------------------------------------------------------------- | ---- | ----------------------- | ----------------------- | -------------- |
| «Oh Mymy:7s»                                                                       | 2024 | —                       | —                       | Sparkling Blue |
| «Plot Twist» (첫 만남은 계획대로 되지 않아)                                        | 2024 | 2                       | 123                     | Sparkling Blue |
| «Hey! Hey!»                                                                        | 2024 | 177                     | —                       | Summer Beat    |
| «—» позначає запис, який не потрапив до чартів або не був виданий на цій території |      |                         |                         |                |

## Відеографія

### Музичні кліпи
| Назва                  | Рік  | Режисер(и)   | Прим.         |
| ---------------------- | ---- | ------------ | ------------- |
| «Prologue Oh Mymy: 7s» | 2024 | Kim Woo-gie  | [ 25 ]        |
| «Plot Twist»           | 2024 | Oh Ji-won    | [ 26 ]        |
| «BFF»                  | 2024 | Guzza (KUDO) | [ 27 ] [ 28 ] |
| «hey! hey!»            | 2024 | Kim Woo-gie  | [ 29 ]        |

## Нагороди і номінації
| Нагорода                     | Рік  | Категорія           | Номінант | Результат | Прим.  |
| ---------------------------- | ---- | ------------------- | -------- | --------- | ------ |
| Asia Star Entertainer Awards | 2024 | The Best New Artist | TWS      | Перемога  | [ 30 ] |